# العلاقات البريطانية الإثيوبية
العلاقات البريطانية الإثيوبية هي العلاقات الثنائية التي تجمع بين المملكة المتحدة وإثيوبيا.

## مقارنة بين البلدين
هذه مقارنة عامة ومرجعية للدولتين:
| وجه المقارنة                                              | المملكة المتحدة                 | إثيوبيا                        |
| --------------------------------------------------------- | ------------------------------- | ------------------------------ |
| المساحة (كم2)                                             | 242.50 ألف                      | 1.10 مليون                     |
| عدد السكان (نسمة)                                         | 66.02 مليون                     | 104.96 مليون                   |
| الكثافة السكانية (ن./كم²)                                 | 272.25                          | 95.42                          |
| العاصمة                                                   | لندن                            | أديس أبابا                     |
| اللغة الرسمية                                             | لغة إنجليزية، اللغة الويلزية    | اللغة الأمهرية                 |
| العملة                                                    | جنيه إسترليني                   | بير إثيوبي                     |
| الناتج المحلي الإجمالي (بليون دولار)                      | 2.62 تريليون                    | 80.56 مليار                    |
| الناتج المحلي الإجمالي (تعادل القوة الشرائية) بليون دولار | 2.72 تريليون                    | 161.90 مليار                   |
| الناتج المحلي الإجمالي الاسمي للفرد دولار أمريكي          | 43.88 ألف                       | 619                            |
| الناتج المحلي الإجمالي للفرد دولار أمريكي                 | 40.23 ألف                       | 1.50 ألف                       |
| مؤشر التنمية البشرية                                      | 0.907                           | 0.442                          |
| رمز المكالمات الدولي                                      | +44                             | +251                           |
| رمز الإنترنت                                              | .uk، .gb                        | .et                            |
| المنطقة الزمنية                                           | توقيت غرينيتش، توقيت غرب أوروبا | ت ع م+03:00، توقيت شرق أفريقيا |

## منظمات دولية مشتركة
يشترك البلدان في عضوية مجموعة من المنظمات الدولية، منها:
| علم المنظمة | اسم المنظمة                        | تاريخ انضمام المملكة المتحدة | تاريخ انضمام إثيوبيا |
| ----------- | ---------------------------------- | ---------------------------- | -------------------- |
|             | الاتحاد البريدي العالمي            | ?                            | ?                    |
|             | مؤسسة التنمية الدولية              | 24 سبتمبر 1960               | 11 أبريل 1961        |
|             | منظمة حظر الأسلحة الكيميائية       | ?                            | ?                    |
|             | الأمم المتحدة                      | 24 أكتوبر 1945               | 13 نوفمبر 1945       |
|             | وكالة ضمان الاستثمار متعدد الأطراف | 12 أبريل 1988                | 13 أغسطس 1991        |
|             | منظمة الشرطة الجنائية الدولية      | ?                            | ?                    |
|             | مؤسسة التمويل الدولية              | 20 يوليو 1956                | 20 يوليو 1956        |
|             | البنك الدولي للإنشاء والتعمير      | 27 ديسمبر 1945               | 27 ديسمبر 1945       |
|             | الاتحاد الدولي للاتصالات           | 24 فبراير 1871               | 20 فبراير 1932       |
|             | البنك الإفريقي للتنمية             | ?                            | ?                    |
|             | الفريق المعني برصد الأرض           | ?                            | ?                    |
|             | يونسكو                             | 4 نوفمبر 1946                | 1 يوليو 1955         |

## أعلام
هذه قائمة لبعض الشخصيات التي تربطها علاقات بالبلدين:
- روبن كريستوفر (13 أكتوبر 1944 – )
- سيدني بارتون (دبلوماسي بريطاني، 26 نوفمبر 1876 – 20 يناير 1946)
- هارولد بيرنرز وكر (دبلوماسي بريطاني، 19 أكتوبر 1932[22] – )

## وصلات خارجية
- موقع وزارة الخارجية البريطانية
- موقع وزارة الخارجية الإثيوبية